# Nakuru AllStars
Nakuru AllStars er en kenyansk fodboldklub fra forstaden Nakuru, der spiller i den næstbedste nationale liga. Klubben hed tidligere AC Nakuru, men skiftede navn i maj 2011, da en dansk investor overtog ejerskabet af klubben og samtidig skiftede klubbens navn. Navnet Nakuru AllStars er taget fra en tidligere kenyansk fodboldklub, der vandt det første nationale mesterskab nogensinde i 1963 og igen i 1969, hvorefter klubben kort efter blev nedlagt.